# José Gabriel Ortiz
José Gabriel Ortiz Robledo (Bogotá, 15 de febrero de 1947) es un empresario, diplomático, periodista y presentador de televisión colombiano.

## Biografía

### Primeros años
Nació el 15 de febrero de 1947 en Bogotá, en el seno de una familia de la burguesía capitalina. Es el menor de dos hermanas, con una diferencia de 10 años con la menor de ellas.
Estudió en el Colegio Gimnasio Campestre. Se graduó en ingeniería industrial de la Universidad de los Andes a petición de su padre, pese a que sentía a una mayor inclinación por el diseño.

### Trayectoria
En 1972 trabajó en Planeación Nacional . Se casó en marzo de ese año con la periodista María Elvira Samper con quien tuvo un hijo.  Posteriormente, en 1986, contrajo matrimonio por segunda vez con Diana Van Meerbeke, su actual esposa, con quien tiene dos hijos.. 
Tras su paso por la Dirección de Planeación Nacional, se desempeñó por años como ejecutivo en el sector privado, gerenciando una agremiación de floricultores, fundó y gerenció una empresa de transporte de flores y posteriormente fundó una empresa de comercialización, importación y exportación de productos. 
En 1987 fundó, junto con otros socios, Programar Televisión la cual gerenció por más de diez años y en esta época también se desempeñó como diplomático, dirigiendo una oficina de Proexport en España, país en el que residió por varios años. 
En 1998 regresó a Colombia y se vinculó a RCN Televisión para ser el conductor del programa llamado Yo, José Gabriel, programa de entrevistas que presentó en ese canal hasta 2007, y al mismo tiempo formó parte de otro llamado Aló, José Gabriel en RCN Radio, también hasta el 2007. Ese mismo año entra a formar parte de Canal Uno, donde condujo el programa Jose Gabriel. En 2008 fue parte del programa ¿Sabes más que un niño de primaria? de Caracol Televisión.. En ese año también tuvo a su cargo El radar. Para el 2010 tuvo otro programa llamado El programa de José Gabriel. También dirigió un programa radial en La Z de Todelar.
Fue designado por el presidente Juan Manuel Santos como embajador de Colombia en México desde febrero de 2011, en reemplazo de Luis Camilo Osorio Isaza, Ejerció  el cargo hasta febrero de 2015, En 2019 regresa a su programa de talk show Yo, José Gabriel. 
Actualmente reside en México, en donde se ha desempeñado como representante de negocios de la Organización Ardila Lülle para ese país y Centroamérica, desde allí viaja frecuentemente a Colombia.